# Litoral del San Juan
Litoral del San Juan est une municipalité située dans le département de Chocó, en Colombie.